# Хранилища «Явор»
Хранилища «Явор» — существовавшие в ЧССР с 1969 по 1990 год три подземные хранилища ядерных боеприпасов, контролировавшиеся министерством обороны СССР. 

## История
15 декабря 1965 года был подписано соглашение между правительствами СССР и Чехословакии о мерах по повышению боеготовности ракетных войск ЧССР. По нему чехословацкая сторона обязалась за свой счет осуществить строительство хранилищ ядерных боеприпасов, которые передавались СССР во временное пользование. ЧССР бесплатно обеспечивала эти объекты электричеством и другими коммунальными услугами, а также отвечала за техническое обслуживание и ремонт вне помещений. В случае войны ракетные части Чехословацкой народной армии должны были получить ядерные боеголовки из этих хранилищ. Соглашение должно было действовать в течение десяти лет и автоматически продлевалось еще на десять лет, если ни одна из сторон не уведомила другую сторону о своем желании прекратить его действие за год до окончания его действия. В феврале 1986 года соглашение было продлено на неопределенный срок.
Советская сторона разработала проектную документацию и осуществила техническое руководство строительством, включая поставку внутреннего оборудования хранилищ. В 1966–1969 годах были построены три хранилища: в 4 км севернее Белы-под-Бездеземом (JAVOR 52), в 2,5 км севернее Боровно и Мишова на военном полигоне Джинце (JAVOR 51) и в 8 км к юго-востоку от Билины (JAVOR 50). Строительство осуществлялось в условиях строгой секретности; чешскому персоналу, который им занимался, сообщили, что они строят секретные бункеры связи.
Каждый объект имел два склада ядерных боеприпасов с соответствующими принадлежностями и два небольших склада обычных боеприпасов и взрывчатых веществ. Хранилища ядерных боеприпасов представляли собой подземные хранилища, выдерживавшие прямое попадание ядерного заряда мощностью до 3 Мт. На объектах также имелись казармы для личного состава, по два жилых дома для офицеров, прапорщиков и членов их семей, а также клуб, тренажерный зал, котельная, гаражи, гауптвахта. 
Объекты возле Мишова и на полигоне Джинице были переданы советским военным в апреле 1969 года, объект возле Билины был передан советским военным в декабре того же года. На каждом объекте находилось 54 советских офицера, 28 прапорщиков, 123 солдат и сержантов, 145–165 гражданских служащих и членов их семей. На каждом объекте также было подразделение охраны Чехословацкой народной армии численностью 9 человек.
Все три объекта использовались до 1990 года, когда было подписано соглашение об их передаче чехословацкой стороне. В 1991 году был подписан протокол о прекращении действия соглашения 1986 года.
В 2013 году на объекте JAVOR 51 был открыт Атомный музей.